# Архангельське нафтове родовище

Структурна карта родовища

Арха́нгельське на́фтове родо́вище — родовище нафти на території Удмуртії, Росія. Розташоване за 36 км на захід від міста Іжевськ на території Увинського району.

## Опис
У тектонічному відношенні родовище знаходиться в межах східного схилу північної вершини Татарського склепіння та контролюється брахіантиклінальною складкою північно-східної протяжності, лінійні розміри якої в межах замкненої ізогіпси −1650 м, становлять 12х2,5 км, амплітуда 24 м. Нафтоносними є пісковики киновсько-пашийського горизонту. Максимальний дебіт нафти 360 т за добу. Нафта сірчиста, парафіниста, щільність 0,855-0,866 г/см³.
Дана родовище є першим в Удмуртії родовищем, яке було введене в розробку в 1969 році. На сьогодні родовище знаходиться в кінцевій стадії розробки.